# Søndre Katland fyr
Das Søndre Katland fyr ist ein Leuchtturm in Agder (Norwegen) und liegt 2,5 Seemeilen außerhalb von Farsund. Es ist das Leitfeuer für die Hafenzufahrt nach Farsund und Loshavn. 

## Geschichte
Der Leuchtturm wurde gleichzeitig mit dem Grønningen fyr aus Beton gebaut und am 1. September 1878 in Betrieb genommen.
Die Station wurde 1948 auf automatischen Betrieb umgestellt und ist seither unbemannt.
2014 wurde die Fassade des Gebäudes vollständig renoviert. Alle Fenster des Leuchtturms wurden ersetzt und 7 bis 8 Fenster an der Südwestseite, die zuvor verschlossen waren, wieder geöffnet. Der Leuchtturm wurde sandgestrahlt und erhielt zwei bis drei Farbanstriche.